# Facundo Quintana
Facundo Quintana (Buenos Aires, 1º gennaio 1997) è un calciatore argentino, attaccante svincolato.

## Caratteristiche tecniche
È un centravanti.

## Carriera
Ha esordito il 18 febbraio 2016 con la maglia dell'Estudiantes (LP) in occasione del match pareggiato 1-1 contro il Tigre.

## Statistiche

### Presenze e reti nei club
Statistiche aggiornate al 19 marzo 2018.
| Stagione           | Squadra            | Campionato         | Campionato | Campionato | Coppe nazionali | Coppe nazionali | Coppe nazionali | Coppe continentali | Coppe continentali | Coppe continentali | Altre coppe | Altre coppe | Altre coppe | Totale | Totale | Totale |
| Stagione           | Squadra            | Comp               | Pres       | Reti       | Comp            | Pres            | Reti            | Comp               | Pres               | Reti               | Comp        | Pres        | Reti        | Pres   | Reti   |        |
| ------------------ | ------------------ | ------------------ | ---------- | ---------- | --------------- | --------------- | --------------- | ------------------ | ------------------ | ------------------ | ----------- | ----------- | ----------- | ------ | ------ | ------ |
| 2016               | Estudiantes (LP)   | PD                 | 4          | 3          | CA              | 0               | 0               | CS                 | 0                  | 0                  |             | -           | -           | 4      | 3      |        |
| 2016-2017          | Estudiantes (LP)   | PD                 | 2          | 0          | CA              | 1               | 0               | CS                 | 0                  | 0                  |             | -           | -           | 3      | 0      |        |
| 2017-gen. 2018     | Estudiantes (LP)   | PD                 | 0          | 0          | CA              | 0               | 0               |                    | -                  | -                  |             | -           | -           | 0      | 0      |        |
| Totale Estudiantes | Totale Estudiantes | Totale Estudiantes | 6          | 3          |                 | 1               | 0               |                    | 0                  | 0                  |             | -           | -           | 7      | 3      |        |
| gen.-giu. 2018     | Arsenal Sarandí    | PD                 | 6          | 0          | CA              | 0               | 0               |                    | -                  | -                  |             | -           | -           | 6      | 0      |        |
| Totale carriera    | Totale carriera    | Totale carriera    | 12         | 3          |                 | 1               | 0               |                    | 0                  | 0                  |             | -           | -           | 13     | 3      |        |